# 林文慶
林 文慶(英語: Lim Boon Keng、日本語読み：りんぶんけい、1869年－1957年1月2日)は、シンガポールの医師、実業家、教育・社会運動家。英国で医学を学び、帰国して医師開業。錫鉱山やゴム園の経営にも参加し、華僑の銀行・保険業経営の先駆者となった。1895年から20年にわたり立法委員を務め、辮髪廃止や外貨排斥などの政治運動に関与。熱心な儒教の信奉者として教育等の公益事業に注力し、1899年には中華女子学校の創設に関与、1922年から16年間廈門大学の学長を務めた。通称「和平老人」。

## 生い立ち
1869年、シンガポールで、祖父の代に福建省海澄県から移住してきた華人の3世として生まれる。幼くして家運が傾くが、ラッフルズ学院の学院長が林の才を惜しんで斡旋し、学業を継続。華僑で初めて英国の女王奨学金を得てエジンバラで医学を専攻。
1893年、5年間の留学を終えて帰国し、医師開業。

## 実業
林は華僑の銀行業および保険業の先駆者でもあり、また錫鉱山やゴム園の経営にも参加した。19世紀末まで多くの専門家がマラヤの土壌はゴムの栽培に不適当であると考えていたが、林は少数の仲間とともに栽培を奨励。1897年にはマラッカの華僑が林の意見を実行に移し、大規模なゴム園を開設した。

## 政治活動
1895年から1915年にかけて立法委員をつとめ、治安判事にも任ぜられた。シンガポール・ペナン・マラッカの華僑を代表して華人の利益のために尽力し、華僑同胞の尊敬を受けた。
華人私会党の乱が起きたときには、政府は林に説得を依頼して解決してもらっていた。
林は1900年には既に孫文と親交を持ち、同年6月に保皇党の党首・康有為を説得するためシンガポールを訪れた宮崎滔天が暗殺者と誤解されて官憲に逮捕・投獄された際には、孫文からの依頼を受けて滔天釈放を斡旋した。
その後、孫文が広州で臨時大総統に就任したときには、総統府の秘書を務めた。
1905年に米国政府が移民禁止条例を公布し、上海で米貨排斥が行われたとき、林は同年6月20日にシンガポール同済医院で行われた会議の席上、米貨排斥を訴える演説を行い、シンガポールでも米貨排斥を行うことを決議した。これが海外華僑の外貨排斥運動の先駆けとなった。
林は、海峡植民地生まれの華人（中国系2・3世）が結成した海峡華人英国協会の役員を務めていたが、1937年に同会を脱退して陳嘉庚の難民救済募金活動に協力した。

## 教育・文化活動
1897年に宋旺相と共同で『海峡華人雑誌(The Straits Chinese Magazine)』を創刊し、編集に関与。
林は中国の文化を重視し、中国語教育の普及、孔子学説の発揚に努め、1899年にシンガポール生まれの中国系住民のための国語学校、中華女子学校を設立した。公益事業に対しても多額の寄付をした。
林は儒教の信奉者だったが、旧習の打破に積極的で、「女子に学問は必要ない」という孔学の教えに逆らい上述の女子学校を設立、また1900年には辮髪廃止を訴え、辛亥革命に11年先駆けて辮髪を切った。
1922年に陳嘉庚に招聘されて廈門大学の学長となり、1938年に同校が政府に接収されるまで学長を務めた。
欧州・英国の医科学雑誌に医学論文を発表しているほか、『孔教散華」『李鴻章伝』『中国国内の危機』『孔教より見たる世界大戦』『東方生活の悲劇』『新中国』等、多数の著書がある。

## 日本軍占領期
1942年2月に日本軍がシンガポールを占領すると、重慶の国民政府への献金を主導していた林は憲兵隊に拘束され、日本軍への協力を約束して助命され、華僑協会の会長として華僑献金の旗振り役をつとめた。

## 戦後
終戦後、強制献金に協力した林は対日協力者として一時は「漢奸」と呼ばれた。
晩年は長老派のプロテスタントのクリスチャンとなり、1957年1月2日に死去。夫人とともに、アッパー･セランゴール路のクリスチャン墓地に葬られた。

## 家族
廈門時代に婦人を亡くし、1908年に殷碧霞と再婚、1男1女をもうけた。
長女・林月卿はロンドンのミュージック･アカデミーを出て声楽家となった。華僑銀行の支店長だった鄭氏の夫人。
長男・林炳漢はレーサーとなり、後に自動車修理工場を経営。

## 人物
林博士は憂さ晴らしによく飲酒していたことが知られており、また晩年には健康のためにダンスを趣味にしていた。